# طقسوس كروي
طقسوس كروي (الاسم العلمي:Taxus globosa) (بالإنجليزية: Mexican yew)‏ هو نوع من النباتات يتبع جنس الطقسوس من الفصيلة الطقسوسية.